# فهرست قنات‌های شهرستان کهگیلویه
جدول زیر بر اساس آمار وزارت جهاد کشاورزی تهیه شده‌است. فهرست زیر قنات‌های شهرستان کهگیلویه در استان کهگیلویه و بویراحمد را نشان می‌دهد.
| نام قنات | موقعیت                    | نزدیک‌ترین روستا | طول قنات (متر) | تعداد میله چاه | عمق مادر چاه | دبی (لیتر بر ثانیه) | سطح زیر کشت (هکتار) |
| -------- | ------------------------- | --------------- | -------------- | -------------- | ------------ | ------------------- | ------------------- |
| ایدنک    | بخش لنده شهرستان کهگیلویه | ایدنک           | ۱۰۰            | ۸              | ۳٫۵          | ۷                   | ۶                   |